# Tra Battle
(en) Statistiques sur pro-football-reference
(en) Statistiques sur statscrew
Tra Battle (né le 5 janvier 1985 à Forsyth) est un joueur professionnel américain de football américain. 
Il a joué au poste de safety en National Football League avec les franchises des Chargers de San Diego (2007-2008) et des Cowboys de Dallas (2008). Il joue ensuite en United Football League chez les Sentinels de New York (2009), les Colonials de Hartford (2010) et les Destroyers de la Virginie (2011) avant de prendre sa retraite du football américain.
Auparavant, au niveau universitaire, il avait joué pour les Bulldogs de l'Université de Géorgie (2003-2006).

## Enfance
Battle étudie à la Mary Persons High School de sa ville natale de Forsyth où il pratique le football américain, le basket-ball et  l'athlétisme. En football, américain, il occupe les postes de quarterback et de safety pendant quatre saisons. En junior (avant-dernière année lycéenne), il est nommé MVP défensif de l'équipe et lors de sa dernière année, il se voit décerner le titre de MVP de l'équipe. Il est aussi nommé par le Macon Telegraph dans l'équipe-type de la saison pour le district de Géorgie centrale.

## Carrière

### Université
Il entre en 2003 à l'université de Géorgie où il intègre l'équipe de football américain des Bulldogs jusqu'en 2006.

### Professionnel
Tra Battle n'est pas sélectionné lors de la draft 2007 de la NFL. Il signe, néanmoins, comme agent libre non drafté avec les Chargers de San Diego mais il ne joue aucun match de la saison 2007. Il commence son premier match professionnel la saison suivante mais est libéré peu de temps après ce premier et seul match joué avec les Chargers. Il signe ensuite chez les Cowboys de Dallas et y joue principalement en équipe spéciale lors de cinq matchs.
Le 27 mai 2009, il signe avec les Lions de Détroit et participe au camp d'entraînement de l'équipe avant d'être libéré le 28 juillet. Le 24 août, lors de la pré-saison, il signe chez les Browns de Cleveland mais n'est pas retenu dans l'effectif final et est libéré le 5 septembre.
Voyant qu'il n'arrive pas à se faire une place en NFL, Battle s'engage en United Football League avec l'équipe des Sentinels de New York pour la saison 2009. Il y reste en 2010 même si cette équipe change de nom et est renommée les Colonials de Hartford. L'équipe ne joue les premiers rôles dans cette ligue et il s'engage en 2011 avec les Destroyers de la Virginie (anciennement appelée Tuskers de la Floride) où il remporte le championnat UFL 2011, ce qui restera son premier et seul titre obtenu en football américain professionnel.

## Palmarès
- Sélectionné dans l'équipe-type de la conférence SEC : 2006 ;
- Sélectionné dans la troisième équipe All-American : 2006 ;
- Vainqueur du championnat United Football League : 2011.